# يحيى محمد الشعيبي
يحيى محمد الشعيبي سياسي ومسئول يمني سابق من مواليد محافظة لحج عام 1952م. يشغل حاليا مدير مكتب رئاسة الجمهورية اليمنية.

## المؤهلات العلمية
1. حصل على الماجستير في الكيمياء الفيزيائية من الولايات المتحدة الأمريكية.
2. دكتوراه في الكيمياء التحليلية من الولايات المتحدة الأمريكية.

## المناصب التي تقلدها
- استاذاً في كلية العلوم ـ جامعة صنعاء
- وكيلاً لشؤون الطلاب جامعة صنعاء ومساعدا لنائب رئيس جامعة صنعاء لشؤون الطلاب .
- عين وزيراً للتربية والتعليم في العام 1997م .
- عين وزيراً للتعليم العالي والبحث العلمي في العام 2001م.
- عين محافظا لمحافظة عدن في العام 2003م.
- عين وزيراً للدولة - أميناً للعاصمة صنعاء في التشكيل الحكومي في 5 إبريل 2007م .
- عين وزيرا للخدمة المدنية والتامينات في التعديل الوزاري لحكومة مجور في 22 مايو 2008م.[3]
- عين وزيراً للتعليم العالي في 7 ديسمبر 2011م في حكومة الوفاق الوطني ثم قدم استقالته منها في 4 يوليو 2012م ويعتبر أول وزير يقدم استقالته من حكومة الوفاق الوطني.[4]
- عين سفيرا فوق العادة للجمهورية اليمنية لدى جمهورية ألمانيا الإتحادية في 22/8/2016